# El Porvenir (México)
El Porvenir es un diario independiente de línea conservadora con sede en la ciudad de Monterrey, Nuevo León, México, fundado en 1919. 
El promedio de circulación diaria de este cotidiano matutino es de 18 400 ejemplares. Esto lo convierte en el tercero de mayor tiraje en el estado de Nuevo León, por detrás de los diarios El Norte y Milenio.

## Historia
El diario fue fundado el 31 de enero de 1919 por el empresario neoleonés Jesús Cantú Leal (Cadereyta Jiménez, Nuevo León, 18 de septiembre de 1877 - Monterrey, 26 de marzo de 1947), Eduardo Martínez Celis, Federico Gómez, y el poeta colombiano Miguel Ángel Osorio Benítez (1883-1942), más conocido por su heterónimo Porfirio Barba Jacob, quien se retiró a los dos meses.
La empresa había sido establecida en el primer mes de 1919, durante las etapas finales de la Revolución Mexicana; en los años siguientes, México necesitaría curar las heridas de esa guerra civil, y la población tendría que reflexionar, para poner la vista en el porvenir. Asimismo, la Primera Guerra Mundial tenía 81 días de haber concluido. Su primer ejemplar presentaba el título a siete columnas: "El Hambre y la Desnudez de las clases humildes deben tener un Próximo Fin".
Al fallecer Cantú Leal, su hijo Rogelio Cantú Gómez (26 de febrero de 1917 - 29 de agosto de 1984), conocido como "El Gerente", tomó las riendas editoriales y administrativas del negocio. Cantú Gómez había empezado a laborar en el periódico a los 16 años de edad, en 1933.
En los primeros días de mayo de 1934, fue creada la Asociación de Editores de los Estados (AEE), cofundada por seis diarios: El Siglo de Torreón, cuyo director general Antonio de Juambelz fue el primer presidente de aquella; El Dictamen de Veracruz, Diario de Yucatán, El Porvenir, El Mundo de Tampico y El Informador de Guadalajara. Una frase característica de este diario regiomontano es: "Si lo leyó en El Porvenir, ¡es cierto!" Las generaciones tercera y cuarta de los Cantú continúan al frente de la casa editorial. José Gerardo Cantú Escalante, nieto del fundador, es el presidente y director gerente.
El diario recibe servicios de las agencias informativas: Notimex, SUN (agencia de noticias de El Universal), La Jornada y MEXSPORT.
El periódico tiene doce secciones: Nacional, Internacional, Económico, Local, Deportes, Justicia, Opinión, Legal, En Escena, Joven, Cultural, y Monitor.
No obstante tratarse de un cotidiano local, tiene como colaboradores a columnistas de periódicos nacionales, tales como Marcela Gómez Zalce y Mario Maldonado.

## Línea editorial
La línea editorial de El Porvenir es conservadora. Señalan que quieren seguir escribiendo la historia de Monterrey, de Nuevo León, de México y del mundo, "con el respeto que la diversidad merece, con apego y amor a nuestro idioma y costumbres".